# مانگو پونتون

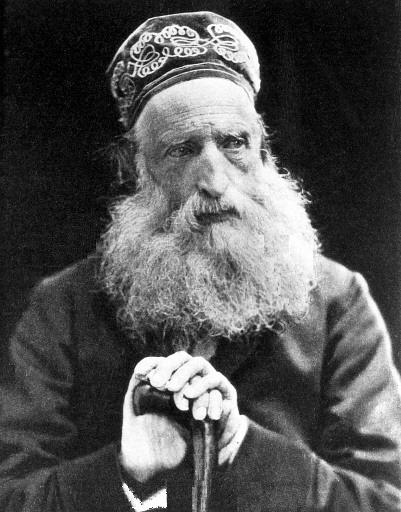
مانگو پونتون

مانگو پونتون (انگلیسی: Mungo Ponton) یک مخترع اهل اسکاتلند و از پیشگامان صنعت عکاسی بود. او در سال ۱۸۳۹ میلادی روشی برای عکاسی دائمی ارائه داد که بر پایه سدیم دی‌کرومات بود. مانگو پونتون فرزند یک کشاورز بود.